# Gezelschapshond

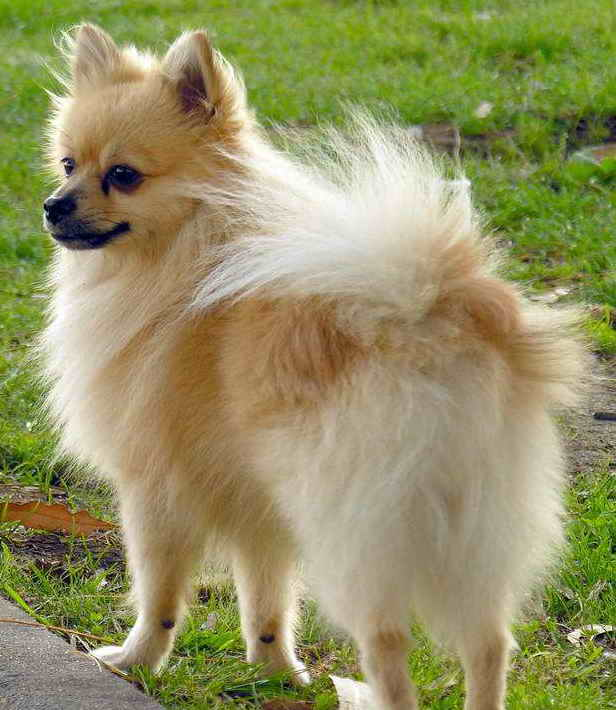
Chihuahua langhaar - een dwergras

De benaming gezelschapshond heeft in het algemeen betrekking op iedere hond die uitsluitend voor het plezier gehouden wordt, in tegenstelling tot de "werkende hond". De dwergrassen staan ook wel bekend als schoot-  of dameshondjes (Engels: toy breeds). 

## Geschiedenis

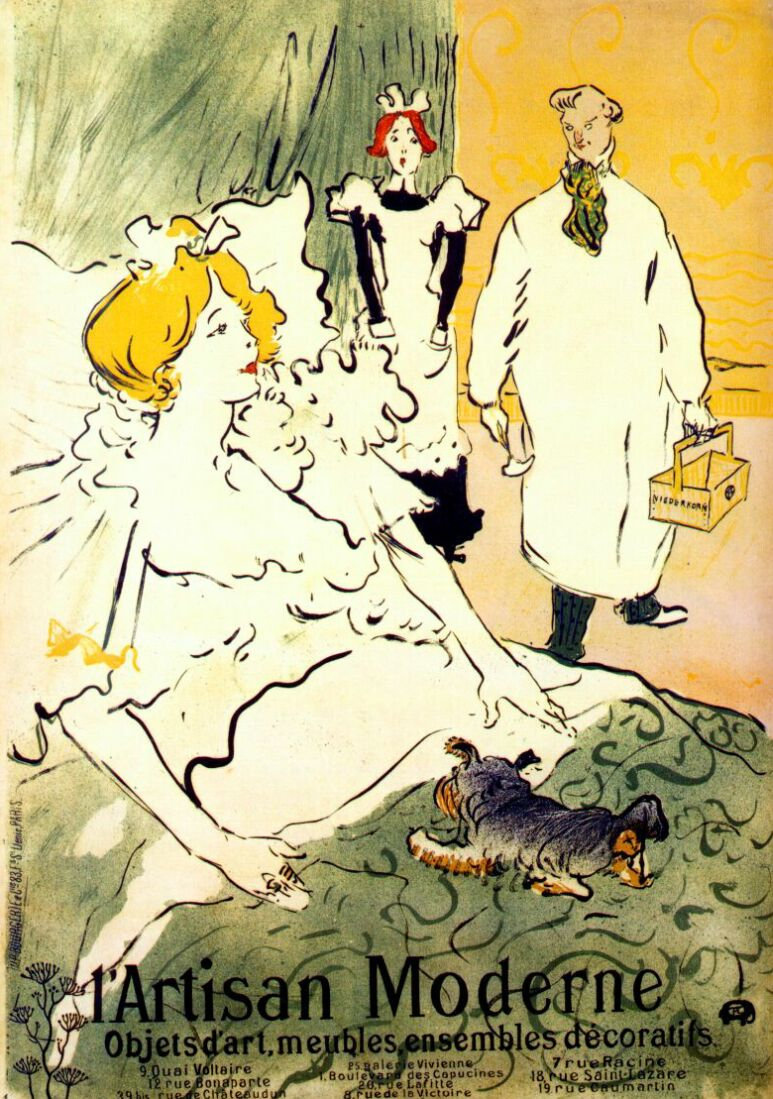
Henri Toulouse-Lautrec: l'artisan moderne (poster), 1894

De gewoonte om honden puur voor het plezier te houden gaat ver terug, zeker in Europa en in China. Sommige rassen zoals – zoals de pekingees en de dwergspaniël – hebben dan ook, voor zover bekend, altijd als gezelschapshond gefunctioneerd.
Het houden van dwergrassen was vroeger vooral een liefhebberij van dames, deels omdat het voor hen niet gepast was om robuustere rassen te kiezen. De bijpassende symbolische betekenis van deze hondjes was "trouw", en dat is wat hun aanwezigheid op veel kunstwerken betekent. Toch waren er ook liefhebbers onder de mannen, zoals de Engelse koning Karel II van Engeland, die zeker niet bekendstond om zijn trouw, maar waar wel twee rassen uit deze groep naar genoemd zijn. 
Overigens kan een schoothond ook heel goed als waakhondje fungeren. Bekend is het verhaal hoe Willem van Oranje bij een overval op zijn kampement nog net op tijd kon vluchten dankzij de waakzaamheid van zijn mopshond (volgens anderen een dwergspaniël).
De ontwikkeling van de kynologie in de 19e eeuw heeft geleid tot nieuwe dwergrassen, vaak gefokt uit grotere rassen. Een recente aanwinst bij de erkende rassen is de kromfohrländer, het markiesje is vooralsnog alleen in Nederland erkend. Een belangrijk deel van de niet erkende nieuwe rassen is ook van klein formaat, zoals de cockapoo. 

## Aard en gebruik

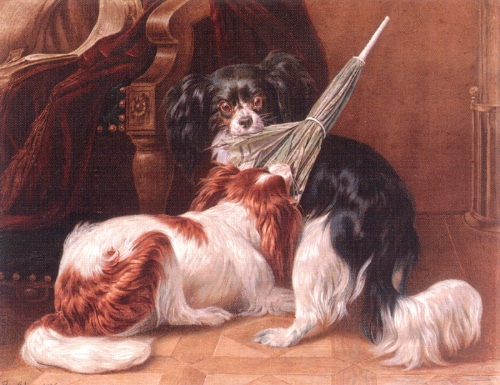
King Charles-spaniëls

Omdat deze hondjes van totaal verschillende rassen zijn afgeleid bestaan er grote verschillen in karakter. De aard van de rassen uit de bichongroep is makkelijk, maar bij een dwergpinscher moet met de felheid van de pinscher rekening gehouden worden. Veel dwergrassen hebben overigens terriërbloed en dus een pittig karakter. 
Ook de behoefte aan beweging verschilt aanzienlijk tussen de verschillende dwergrassen. Een pekingees kan in huis leven, terwijl een vlinderhondje behoorlijk afgestapt moet worden. Hoewel een dwerghond minder ruimte en minder voedsel nodig heeft, zal hij voor het overige toch niet minder eisen stellen dan een groter ras. Veel dwergrassen hebben bovendien een bewerkelijke vacht, de verzorging daarvan moet beschouwd worden als een deel van het plezier dat men aan het houden van zo’n hond ontleent.

## Medische aspecten

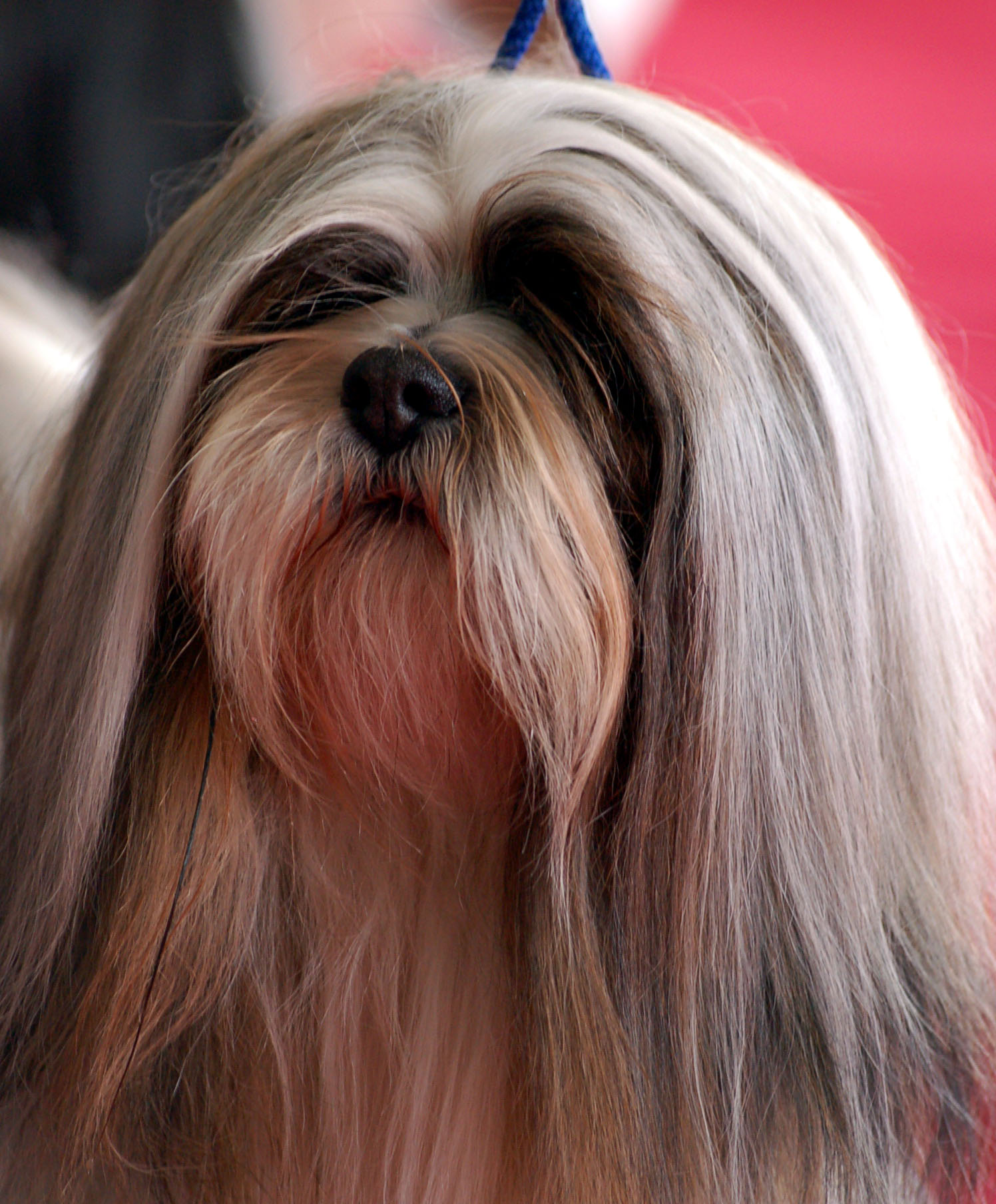
Lhasa apso

Als kleinste ras geldt de chihuahua, maar buiten de officiële kynologie om worden er nog kleinere hondjes gefokt. Echter, kleine rassen mogen vaak een hoge levensverwachting  hebben, ze hebben ook hun specifieke problemen. Verkleining van een ras gaat nooit evenredig, sommige lichaamsonderdelen blijven relatief groot. Zo worden de ogen niet evenredig kleiner, en dat geldt ook voor de hersenen. Dwergrassen hebben daarom appelhoofdjes met moeilijk sluitende fontanellen en uitpuilende ogen, die makkelijk uit de kas springen. Ook gebitsproblemen komen veel voor, omdat de tanden niet evenredig kleiner worden. Verder hebben dwergrassen vaak moeilijkheden bij de bevalling, en altijd kleine nestjes, omdat de pups relatief groot zijn. Het fokken van extreem kleine rassen (teacup dogs) leidt dus onvermijdelijk tot ernstige medische problemen.

## Indeling
De grens van wat klein is ligt niet vast, maar gedacht moet worden aan zo’n 30 centimeter (12 inch) schofthoogte, al wordt bij veel kleine rassen de maat beoordeeld naar het gewicht, soms naar de borstomvang. 
De meeste dwergrassen zijn door de FCI in rasgroep 9 ondergebracht. Sommige echter, zoals het kaninchen, de Yorkshireterriër, de dwergkees en het Italiaans windhondje zijn ingedeeld bij het ras waarvan ze zijn afgeleid. Daarentegen worden de poedels tot de gezelschapshonden gerekend, ongeacht de maat.